# نهر كورا أونا
 نهر كورا أونا هو نهر لولاية بارا في شمال وسط البرازيل ، وهو رافد يمين لنهر الأمازون.
يتدفق النهر عبر مناطق الغابات الرطبة تاباجوس-شنجو.  جزء من حوض النهر يقع في غابة تاباجوس الوطنية ، على طول 549,067 هكتار (1,356,770 أكر) و وحدة الحفاظ على الاستخدام المستدام التي تم إنشاؤها في عام 1974. نهر موجو ، أحد روافد كوروا أونا ، يرتفع في الغابة الوطنية.